# Danza di carattere

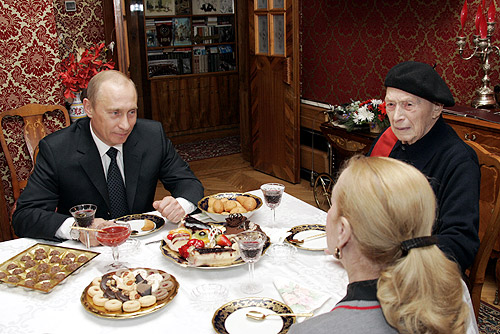
Igor Moiseyev, uno dei più grandi maestri di danza di carattere

La danza di carattere è una suddivisione specifica della danza classica. È la rappresentazione stilizzata di una danza tradizionale popolare o nazionale, per lo più proveniente da paesi europei e usa movimenti e musica adattati al teatro.
La danza di carattere è parte integrante di gran parte del repertorio del balletto classico. Un buon esempio di danza di carattere nel balletto è la serie di danze nazionali che si svolgono all'inizio del terzo atto de Il lago dei cigni. Il balletto Don Chisciotte come anche La Sylphide presentano molte variazioni di carattere basate sulle danze tradizionali spagnole. Gli adattamenti della danza popolare per il balletto comprendono anche le danze nazionali di Ungheria, Russia, Polonia, Italia e Spagna: csárdás, mazurca, tarantella, flamenco, ecc.
Una delle scuole più conosciute che incorporano la danza di carattere al programma di insegnamento è l'Accademia di danza Vaganova. Al di fuori della Russia e delle ex repubbliche dell'ultimo periodo dell'Unione Sovietica c'è poca formazione nell'arte della danza di carattere. Tuttavia è ancora ampiamente insegnata nel Regno Unito, in Australia e in Europa centrale (Repubblica Ceca, Ungheria) dove è parte integrante della formazione degli studenti della Royal Ballet School e dell'Australian Ballet School. Viene anche insegnata come una tecnica separata all'interno del programma di esami graduali della Royal Academy of Dance, Statni Konzervator Praha. Le compagnie o le scuole più avanzate altrove non hanno familiarità con la storia o la tecnica di questo stile. Pertanto, il termine "Danza di carattere" è spesso usato in modi fuorvianti che non hanno alcuna relazione con la definizione originale nella terminologia del balletto.
Yuri Slonimsky nel suo libro The Bolshoi Ballet (Seconda edizione 1960, p. 8) sulla storia della danza di carattere scrive:
Le tradizioni popolari sono state incorporate in quello che è noto come balletto da secoli, ma fu soltanto con Aleksandr Shirayev, Assistente di Marius Petipa, che la Danza di carattere diventò una forma d'arte unica e codificata che prende il suo posto legittimo come parte integrante del Balletto Classico.
Le danze di carattere vengono solitamente eseguite in scarpe o stivali, con suola scamosciata e tacco piccolo. Gli uomini in genere indossano scarpe nere caratteristiche e le donne solitamente indossano una scarpa color carne con un tacco più grande e femminile, ma a volte anche scarpe nere.